# Zeblozî, Kremeneț
Zeblozî (în ucraineană Зеблози) este un sat în comuna Ciuhali din raionul Kremeneț, regiunea Ternopil, Ucraina.

## Demografie
Componența lingvistică a localității Zeblozî
     Ucraineană (100%)
Conform recensământului din 2001, toată populația localității Zeblozî era vorbitoare de ucraineană (100%).